# Юм, Джордж
Джордж Юм (Хьюм) (англ. George Hume; 16 декабря 1862, Эдинбург — 14 января 1936, Ноттингем) — английский шахматный композитор, друг и соратник А. Уайта. Принимал активное участие в публикации рождественской серии книг по шахматной композиции. После отхода Уайта от активной деятельности занимался хранением и пополнением его коллекции задач.

## Книги
- The good companion two-mover, Stroud, 1922 (соавтор)
- Changing fashions: 150 chess problems, Stroud, 1925
- The golden agrosy, Stroud, 1929 (соавтор)
- Valves and bi-valves, Stroud, 1930 (соавтор)